# Hancock (New Hampshire)
Pour les articles homonymes, voir Hancock.
Hancock est une municipalité américaine située dans le comté de Hillsborough au New Hampshire. Selon le recensement de 2010, sa population est de 1 654 habitants, dont 204 à Hancock CDP.

## Géographie
La municipalité s'étend sur 31,22 milles carrés (80,86 km2), dont 1,25 milles carrés (3,24 km2) d'étendues d'eau.

## Histoire
La localité est fondée en 1764. Elle devient une municipalité en 1779 et prend le nom de John Hancock, premier gouverneur du Massachusetts et signataire de la déclaration d'indépendance des États-Unis.